# Парламентские выборы в Румынии (2012)
Выборы в обе палаты парламента Румынии (Палату депутатов и Сенат) прошли 9 декабря 2012 года.

## Предыстория
На прошлых выборах в 2008 году пропрезидентская «Демократическая либеральная партия» получила 115 мест в палате депутатов и 51 место в Сенате. Альянс «Социал-демократической партии» и «Консервативной партии» занял 114 мест в нижней и 49 в верхней палате. «Национальная либеральная партия Румынии» — 65 и 28 соответственно.
В феврале 2011 года 3 партии («Социал-демократическая партия Румынии», «Национальная либеральная партия Румынии» и «Консервативная партия Румынии») объявили о формировании «Социал-либерального союза», оппозиционного президенту и «Демократической либеральной партии», пришедшей на выборах первой.
После демонстраций в январе-феврале 2012 года против мер жёсткой экономии, проводимых по требованию Международного валютного фонда в обмен на 5 миллиардную помощь, премьер-министр Эмиль Бок ушёл в отставку. Новое правительство возглавил сторонник президента Михай Рэзван Унгуряну.
Через 2 месяца, 27 апреля 2012, «Социал-либеральный союз» и некоторые депутаты правящей партии отправили кабинет в отставку. Президент был вынужден назначить одного из лидеров союза председателем правительства. 7 мая премьер-министром был утверждён глава «Социал-демократической партии» Виктор Понта.
В мае правительство приступило к пересмотру избирательного закона. В новой редакции выборы проходят по одномандатным округам в один тур, то есть побеждает набравший простое большинство, не зависимо, перешла ли его партия избирательный порог. Для округов, где национальные меньшинства составляют более 7 %, вводятся дополнительные мандаты. Однако 27 июня 2012 года Конституционный суд Румынии отменил этот закон и вернул силу старому.
10 июня 2012 года «Социал-либеральный союз» одержал победу на местных выборах. 6 июля парламент проголосовал за отставку президента Траяна Бэсеску, но, по результатам референдума, Бэсеску остался на посту.

## Факты об избирательной кампании

### Избирательная система
Количество членов верхней (Сената) и нижней (Палаты депутатов) палат определяется, исходя из следующего принципа: один депутат на 70 тысяч граждан и 1 сенатор на 160 тысяч граждан. Всего гражданам предстоит избрать 137 сенаторов и 315 депутатов. Дополнительные места в нижней палате выделены для представителей нацменьшинств. Выборы проходят в 43 многомандатных округах, соответствующих 41 жудецу, муниципию Бухарест и округу для граждан за рубежом. Каждый многомандатный округ включает в себя несколько одномандатных, количество которых зависит от количества жителей. Мандаты сначала распределяются кандидатам, получившим абсолютное большинство в их одномандатном округе, а оставшиеся места в парламенте делятся между партиями, которые смогли преодолеть избирательный порог (5 % для партий и не менее 10 % для коалиций). Специальные правила введены для организаций, представляющих национальные меньшинства (18 мест в парламенте гарантированно зарезервированы для нацменьшинств).
Выборы проводятся Постоянным избирательным органом и трёхступенчатой структурой избирательных комиссий, которая формируется для каждых выборов и которую возглавляет Центральное бюро по выборам. Второй уровень составляют 43 окружных избирательных бюро. На третьем уровне — менее 18456 участковых избирательных бюро.
Постоянный избирательный орган возглавляет президент, которого назначают на объединённой сессии двух палат парламента. Президенту помогают два вице-президента, одного из которых назначает Президент республики, а другого Премьер-министр. Этот орган занимается детализацией правовой базы в области проведения выборов, следит за материально-техническим обеспечением выборов, пересматривает границы избирательных округов в зависимости от изменения численности населения, контролирует выполнение правил о финансировании политических партий, в том числе проверяя отчёты, предоставленные политическими партиями.
Центральное бюро по выборам состоит из 5 судей Верховного суда, отобранных из числа всех судей путём жеребьёвки. Также в этот орган входят президент и два вице-президента Постоянного избирательного органа и до 12 представителей партий, участвующих в выборах. Окружные бюро включают в себя 3 судьи, представителя Постоянного избирательного органа и до 9 политических конкурентов. В составе участковых бюро — председатель и его заместитель, обычно адвокаты, и до 7 представителей избирающихся объединений. Приоритет в назначении членов избирательных бюро всех уровней принадлежит парламентским партиям, а также имеющим представительство в парламенте организациям, представляющим национальные меньшинства. Остальные места в бюро распределяются между непарламентскими партиями и коалициями в зависимости от количества выставленных кандидатов в одномандатных округах.
Все граждане, достигшие 18 лет, имеют право голосовать, если обратное не постановлено судом по причине недееспособности гражданина или в качестве судебного приговора за преступление. Списки избирателей формируются Национальным центром по управлению базами данных и направляются мэрам, которые должны опубликовать их и проверить на достоверность. После этого обновлённые и утверждённые списки направляются в участковые избирательные бюро.

### Кандидаты
Основной кандидат на этих выборах, по мнению опросов, — Социал-либеральный союз, образованный в феврале 2011 года тремя партиями («Социал-демократической партией Румынии» под руководством премьер-министра Виктора Понты, «Национальной либеральной партией Румынии» во главе с Крином Антонеску, председателем Сената, и «Консервативной партией Румынии»). В 2012 году к союзу присоединился «Союз за прогресс Румынии».
После неудачных местных выборов 2012 года и референдума по импичменту Президенту, на котором противники Бэсеску набрали абсолютное большинство голосов, пропрезидентская «Демократическая либеральная партия» начала поиск союзников и формирование коалиции для противостояния левым силам. 29 сентября «Демократическая либеральная партия», Христианско-демократическая национал-цэрэнистская партия, «Новая республика» Михаила Неамцу, «Гражданская инициатива» бывшего премьера Михая Рэзвана Унгуряну и несколько других правых партий зарегистрировали в Центральном избирательном бюро «Правый румынский альянс». «Правый румынский альянс» в своей программе отмечает, что за несколько месяцев правления «Социал-либерального союза» страна отошла от верховенства закона, и обещает вернуть Румынию на «нормальный» путь развития.
Шансы пройти в парламент есть у «Демократического союза венгров Румынии», организации, выражающей интересы венгерского меньшинства, и у «Народной партии — Дан Дьяконеску».

### Опросы
| Организация | Дата публикации | «Социал-либеральный союз» | «Правый румынский альянс» | «Народная партия — Дан Дьяконеску» | Источник          |
| ----------- | --------------- | ------------------------- | ------------------------- | ---------------------------------- | ----------------- |
| CSOP        | 15 сентября     | 48 %                      | 23 %                      | 14 %                               | EVZ.ro, УКРИНФОРМ |
| Avangarde   | 21 ноября       | 62 %                      | 15 %                      | 14 %                               | [ 11 ]            |
| CCSB        | 3 декабря       | 62 %                      | 17 %                      | 10 %                               | Stiri DC News     |

В конце ноября представитель «Правого альянса» Василе Блага признал, что его коалиция не сможет обойти «Социал-либеральный союз», однако может рассчитывать более чем на одну пятую голосов избирателей.
Председатель «Демократического союза венгров» Хунор Келемен выразил обеспокоенность тем, что согласно опросам ни одна из партий, представляющий венгерское меньшинство, может не попасть в парламент.

## Выборы
В субботу, 8 декабря, был объявлен день тишины. Партии и независимые кандидаты согласно законодательству должны прекратить агитационную деятельность.
В воскресенье, 9 декабря, в 7 часов утра по местному времени (9 мск) открылись избирательные участки. Из-за обильных снегопадов десятки избирательных участков были обесточены и открылись с опозданием. Властям пришлось использовать армию для расчистки дорог и восстановления электроснабжения. Голосование завершиться в 9 часов вечера. После закрытия последнего участка были опубликованы результаты эксит-поллов и начался подсчёт голосов.
| Эксит-полл                                           | «Социал-либеральный союз»                 | «Правый румынский альянс»                 | «Народная партия — Дан Дьяконеску»        | «Демократический союз венгров Румынии»  |
| ---------------------------------------------------- | ----------------------------------------- | ----------------------------------------- | ----------------------------------------- | --------------------------------------- |
| Centrului de Sociologie Urbană şi Regională (CURS)   | Палата Депутатов: 56,96 %, Сенат: 57,58 % | Палата Депутатов: 18,12 %, Сенат: 18,87 % | Палата Депутатов: 12,95 %, Сенат: 13,09 % | Палата Депутатов: 5,19 %, Сенат: 5,16 % |
| Compania de Cercetare Sociologică şi Branding (CCSB) | Палата Депутатов: 56,8 %, Сенат: 58,3 %   | Палата Депутатов: 19 %, Сенат: 19,6 %     | Палата Депутатов: 13,8 %, Сенат: 14,1 %   | Палата Депутатов: 5,1 %, Сенат: 5,2 %   |

## Результаты
По предварительным данным, на выборах победила правящая коалиция «Социал-либеральный союз», набрав 54—57 % голосов (данные эксит-полов).
По официальным данным, опубликованным Центральным избирательным бюро, в обе палаты парламента прошли 4 партии. Больше всех голосов набрал «Социа-либеральный союз». В 3,5 раза от него отстаёт ближайший преследователь и главный оппонент — «Правый румынский альянс». На третьем месте — «Народная партия — Дан Дьяконеску». Также избирательный порог с трудом смогла преодолеть «Демократический союз венгров Румынии».
Что касается явки, то средняя по стране составила 41,76 %. Наибольшая явка была в округе за рубежом (к урнам пришли 60 878 человек, что составляет 99,77 % зарегистрированных там избирателей) и в жудецах Телеорман (54,37 %), Горж (52,95 %), Джурджу (49,72 %). Наименьшая явка зарегистрирована в жудецах Тимиш (32,08 %) и Марамуреш (33,19 %).
В муниципии Бухарест явка составила 40,12 %. Из 1 794 470 избирателей проголосовали 719 971.
Результаты выборов в Палату депутатов Румынии
| «Социал-либеральный союз»                                                                           | 4 344 288 | 58,63 % | 273 | ▲ 94 |
| «Правый румынский альянс»                                                                           | 1 223 189 | 16,5 %  | 56  | ▼ 59 |
| «Народная партия – Дан Дьяконеску»                                                                  | 1 036 730 | 13,99 % | 47  | ▲ 47 |
| «Демократический союз венгров Румынии»                                                              | 380 656   | 5,13 %  | 18  | ▼ 2  |
| «Великая Румыния»                                                                                   | 92 382    | 1,24 %  | 0   | ▬    |
| «Демократический форум немцев Румынии»                                                              | 39 157    | 0,52 %  | 1   | ▬    |
| «Партия цыган „За Европу“»                                                                          | 22 124    | 0,29 %  | 1   | ▬    |
| «Союз македонцев Румынии»                                                                           | 12 212    | 0,29 %  | 1   | ▬    |
| «Союз армян Румынии»                                                                                | 10 761    | 0,14 %  | 1   | ▬    |
| «Союз болгар Банат-Румынии»                                                                         | 10 155    | 0,13 %  | 1   | ▬    |
| «Федерация еврейских общин Румынии»                                                                 | 10 019    | 0,13 %  | 1   | ▬    |
| «Лига албанцев Румынии»                                                                             | 10 010    | 0,13 %  | 1   | ▬    |
| «Союз греков Румынии»                                                                               | 9 863     | 0,13 %  | 1   | ▬    |
| «Демократический союз турецко-исламских татар Румынии»                                              | 9 291     | 0,12 %  | 1   | ▬    |
| «Демократический союз словаков и чехов в Румынии»                                                   | 8 677     | 0,11 %  | 1   | ▬    |
| «Община русских липован Румынии»                                                                    | 8 328     | 0,11 %  | 1   | ▬    |
| «Союз сербов Румынии»                                                                               | 8 207     | 0,11 %  | 1   | ▬    |
| «Союз поляков Румынии»                                                                              | 8 023     | 0,10 %  | 1   | ▬    |
| «Ассоциация итальянцев Румынии»                                                                     | 7 943     | 0,10 %  | 1   | ▬    |
| «Союз украинцев Румынии»                                                                            | 7 353     | 0,10 %  | 1   | ▬    |
| «Демократический союз турок Румынии»                                                                | 7 324     | 0,09 %  | 1   | ▬    |
| «Союз хорватов Румынии»                                                                             | 6 281     | 0,08 %  | 1   | ▬    |
| «Культурный союз русинов Румынии»                                                                   | 5 265     | 0,08 %  | 1   | ▬    |
| Независимые кандидаты (12)                                                                          | 12 389    | 0,16 %  | 0   | ▬    |
| Остальные 7 партий                                                                                  | 118 975   | 1,58 %  | 0   |      |
| Недействительные и пустые бюллетени                                                                 | 283 653   |         |     |      |
| Всего (явка 41,76 %)                                                                                | 7 409 628 | —       | 412 | ▲ 78 |
| Источник: Центральной избирательное бюро Румынии Архивная копия от 10 марта 2013 на Wayback Machine |           |         |     |      |

Результаты выборов в Сенат Румынии
| «Социал-либеральный союз»                                                                           | 4 457 526 | 60,1 %  | 122 | ▲ 45 |
| «Правый румынский альянс»                                                                           | 1 239 318 | 16,7 %  | 24  | ▼ 27 |
| «Народная партия – Дан Дьяконеску»                                                                  | 1 086 822 | 14,65 % | 21  | ▲ 21 |
| «Демократический союз венгров Румынии»                                                              | 388 528   | 5,23 %  | 9   | ▬    |
| «Великая Румыния»                                                                                   | 109 142   | 1,47 %  | 0   | ▬    |
| «Экологическая партия Румынии»                                                                      | 58 335    | 0,78 %  | 0   | ▬    |
| Независимые кандидаты                                                                               | 728       | 0       | 0   | ▬    |
| Другие 6 партий                                                                                     | 76 229    | 0,99 %  | —   | —    |
| Недействительные и пустые бюллетени                                                                 | 276 948   |         |     |      |
| Всего (явка 41,76 %)                                                                                | 7 416 628 | —       | 176 | ▲ 39 |
| Источник: Центральной избирательное бюро Румынии Архивная копия от 10 марта 2013 на Wayback Machine |           |         |     |      |

Ещё одним результатом выборов стал роспуск «Правого румынского альянса». Как заявил лидер пропрезидентской «Демократической либеральной партии» Василе Блага, альянс был исключительно предвыборным блоком. Другие лидеры партии высказывались более резко. Они напрямую обвиняли альянс в поражении «Демократической либеральной партии» или признавали создание альянса глупым шагом.

## Международная и внутренняя реакция
Председатель «Болгарской социалистической партии» и «Партии европейских социалистов» Сергей Станишев заявил, что считает президента Бэсеску «угрозой для демократических стандартов». Критика со стороны социалиста прозвучала после того, как Бэсеску в интервью 27 ноября весьма нелестно отозвался о Викторе Понте и отказался назначить его председателем правительства, какое бы количество голосов 9 декабря он ни набрал.
Международные наблюдатели из Парламентской ассамблеи ОБСЕ признали, что Румыния продемонстрировала устоявшийся демократический процесс на выборах 9 декабря, добавив, что сильно напряжённая политическая атмосфера, некорректные выступления и отмеченное давление на власти подрывали доверие, хотя и не повлияли на общий ход выборов. Глава миссии наблюдателей Вольфганг Гроссрук отметил: «Способность провести демократические выборы в существующей сильно поляризованной атмосфере показывает, что у Румынии огромный потенциал для преодоления трудностей».
Председатель Сената и один из лидеров «Социал-либерального союза» Крин Антонеску в своей речи отметил, что результат союза — наивысшая оценка, которую получал какой-либо альянс партий, начиная с 1990 года, а голосование — это победа над режимом Бэсеску.
Адриян Видяну, представитель «Правого румынского альяна», признал поражение и объявил, что альянс будет конструктивной оппозицией, добивающейся сохранения правового государства и европейской интеграции Румынии. Он также отметил, что теперь левоцентристы не смогут перекладывать ответственность за проблемы в государственных делах на прошлые власти.
Бывший Президент Румынии Ион Илиеску считает, что если Траян Бэсеску проявит благоразумие, то он сможет завершить свой президентский срок, который истекает в 2014 году, без конфликтов и политической борьбы с левоцентристской правящей коалицией.

## Формирование правительства
До выборов президент Траян Бэсеску обещал, что не назначит Виктора Понту премьер-минимтром, сколько бы голосов ни набрал «Социал-либеральный союз». В ответ на это лидеры союза пригрозили президенту новым импичментом. Когда стало известно, что левоцентристы победили на выборах с подавляющим большинством голосов, аналитики предрекали усиление противостояния между президентом и парламентом.
Сразу после выборов Понта призвал президента разрешить все противоречия. 20 декабря 2012 года Траян Бэсеску и Виктор Понта подписали соглашение, в котором обязались работать совместно ради утверждения общеевропейских ценностей, дальнейшей интеграции Румынии в ЕС и НАТО и обеспечения функционирования государственных институтов, особенно суда. Пойти на переговоры и достижение договорённостей двух политиков заставили власти Европейского союза, которые надеются на стабилизацию политической обстановки и продолжение проведения необходимых реформ.
17 декабря президент назначил Виктора Понту председателем правительства. Новый премьер должен сформировать кабинет, разработать программу развития и представить всё перед парламентом. Заседание обеих палат парламента прошло 21 декабря. Депутаты утвердили состав кабинета. За премьер-министра проголосовали 402 народных избранника, против — 120. Выступая перед парламентариями, Понта пообещал повысить благосостояние граждан и обеспечить устойчивый экономический рост.